# Musaeus
Musaeus là một chi nhện trong họ Thomisidae.